# Operettenhaus

Das TUI Operettenhaus im Juli 2014

Das Operettenhaus ist ein Theater am Spielbudenplatz in Hamburg.

## Geschichte

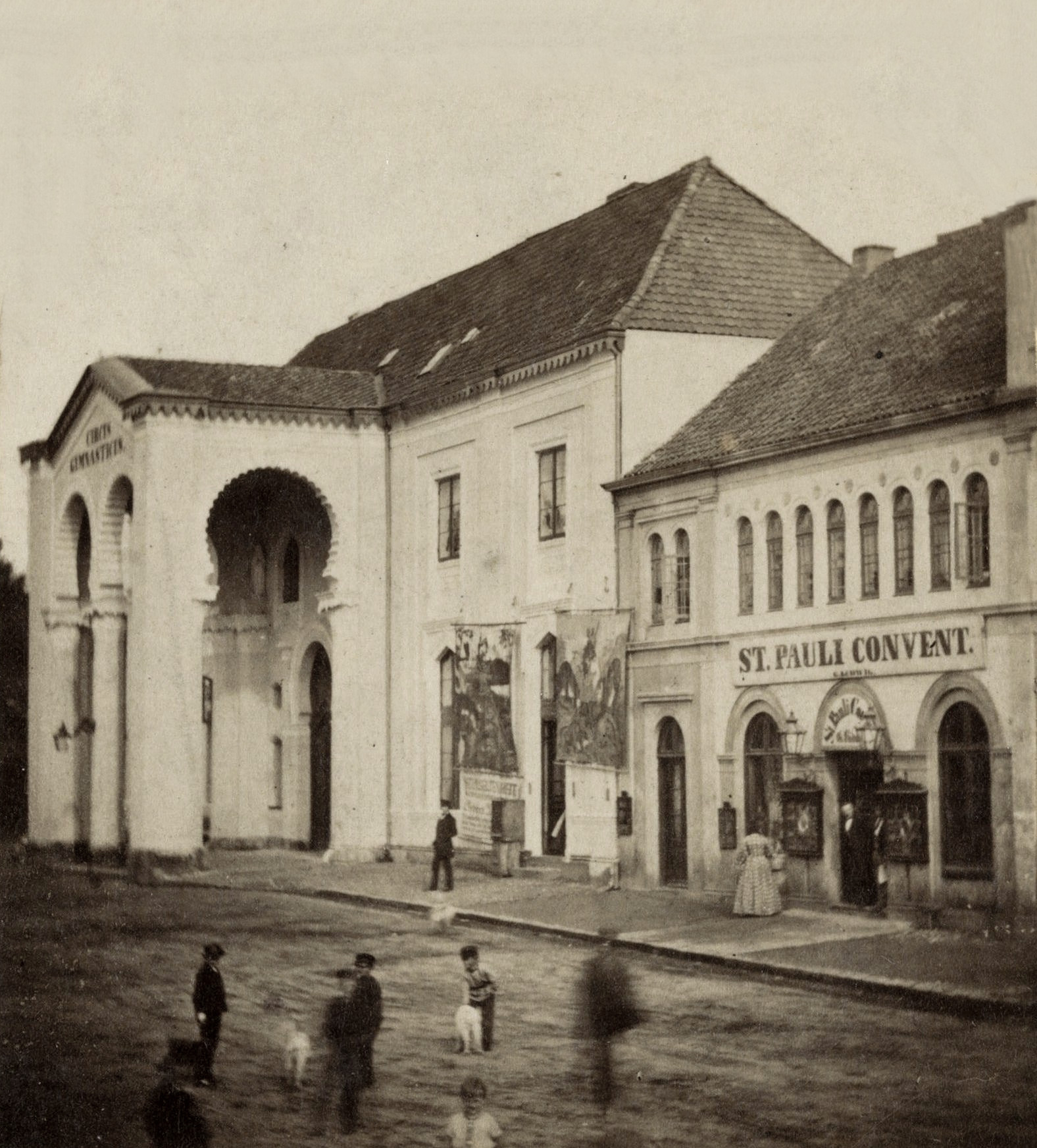
Circus Gymnasticus

Das Theater wurde im Jahr 1841 nach dem Vorbild in Wien unter dem Namen Circus Gymnasticus mit 3000 Sitzplätzen eröffnet. 1864 wurde der Name in Central-Halle geändert. Der Bau brannte 1876 nieder, wurde aber schon ein Jahr später wieder eröffnet. Den Namen Operettenhaus Hamburg erhielt das heutige Musicaltheater zum ersten Mal 1920. 1935 bis 1939 wurde es Eden-Theater genannt, danach Theater an der Reeperbahn. Am Ende des Zweiten Weltkriegs wurde das Theater 1943 bei Luftangriffen stark beschädigt und das Eingangsfoyer sowie Teile des Bühnenraums zerstört. Der Zuschauerraum und die Seitenfoyers blieben jedoch weitgehend erhalten und sind dies in ihrer Grundsubstanz bis heute.
Nach dem Krieg spielte das Ensemble des Operettenhauses zunächst in mehreren provisorischen Ersatzspielstätten, bevor das Haus wieder vom Architekt Rudolf Klophaus hergerichtet wurde und dabei die bis heute bestehende Fassendenstruktur mit dem unsymmetrisch angeordneten Eingang und Fenstern zur Straße Beim Trichter. Die Wiedereröffnung erfolgte 1953. Neben Theatergastspielen, kommerziellen Musicalproduktionen und Konzerten sowie Zaubershows z. B. von Uri Geller fanden Fernsehaufzeichnungen im Operettenhaus statt.
Im August 1953 wurde im Operettenhaus für den deutschen Film Blume von Hawaii gedreht.
1979 bis 1981 sanierte die Stadt Hamburg das Operettenhaus umfangreich für 21 Millionen D-Mark, um es als Ersatzspielstätte während der geplanten Sanierung des Deutschen Schauspielhauses zu nutzen. Dabei wurde das Theater mit der für die folgenden Jahrzehnte prägenden Fassade aus weißem Trapezblech umhüllt, die auch das Dach umfasste. Beim Einbau des Musicals Cats 1986 wurden erhebliche Teile der noch aus dem 19. Jahrhundert stammenden Saaldecke zerstört und der Orchestergraben entfernt.
Von Juni 2001 bis September 2002 trug das Theater kurzzeitig den Namen das premierentheater.
2002 wurden durch die Stage Holding unter Leitung des niederländischen Architekten Arno Meijs erneut umfangreiche Sanierungen durchgeführt, bei denen der Orchestergraben wiederhergestellt und durch Umbau des Rangs die Zuschauerkapazität von 1120 auf 1400 erhöht wurde. Gleichzeitig wurden die beiden Fassaden zum Spielbudenplatz und der Straße Beim Trichter mit einer neuen, in rot und gold gestalteten Verkleidung versehen.
2007 wurde das Operettenhaus Hamburg in TUI-Operettenhaus umbenannt. Der Theatersaal bietet Platz für 1338 Gäste.
Im Oktober 2011 wurde das TUI Operettenhaus für 7,1 Mio. Euro von Stage Entertainment aufgekauft.
Im Dezember 2014 wurde das TUI-Operettenhaus Hamburg in Stage Operettenhaus umbenannt.

## Programme
Im Operettenhaus wurde u. a. die deutsche Erstaufführung der Skandal-Musicalrevue Oh! Calcutta! von Kenneth Tynan (1971), Heimweh nach St. Pauli mit Freddy Quinn und Anatevka mit Shmuel Rodensky aufgeführt, bevor nach finanziellen Problemen das Theater für einen symbolischen Preis an Musicalbetreiber verkauft wurde.
Vom 18. April 1986 bis 2001 wurde hier das Musical Cats von Andrew Lloyd Webber aufgeführt. Nach der Zeit von Cats kam Fosse – die Show zur Aufführung, gefolgt von Oh, what a Night!. Diese Shows liefen jeweils nur ein paar Monate. Am 3. November 2002 folgte Mamma Mia!, ein ABBA-Musical. Das sehr erfolgreiche Stück lief bis zum 8. September 2007.
Vom 2. Dezember 2007 bis 26. September 2010 wurde das Musical Ich war noch niemals in New York von Udo Jürgens aufgeführt. Am 2. Dezember 2010 feierte dort Sister Act seine Deutschlandpremiere. Am 18. November 2012 hatte dort Rocky von Stephen Flaherty, Lynn Ahrens und Thomas Meehan unter der Regie von Alex Timbers seine Weltpremiere. Ab dem 15. Oktober 2015 wurde Liebe stirbt nie, die Fortsetzung von Phantom der Oper, aufgeführt. Das Musical verließ Hamburg mit der Dernière am 25. September 2016. Vom 10. November 2016 bis Oktober 2017 lief das Musical Hinterm Horizont. Im Dezember 2017 erfolgte die Deutschlandpremiere von Kinky Boots.
| Beginn            | Ende               | Musical                          | Genre           | Veranstalter        | Anmerkungen         |
| ----------------- | ------------------ | -------------------------------- | --------------- | ------------------- | ------------------- |
| 18. April 1986    | 28. Januar 2001    | Cats                             | Revue-Musical   | Stella AG           | Deutschlandpremiere |
| 08. Juni 2001     | 16. Dezember 2001  | Fosse – Die Show                 | Show            | Stella AG           | Deutschlandpremiere |
| 11. Januar 2002   | 29. Juni 2002      | Oh, what a Night!                | Musical         | Stella AG           | Deutschlandpremiere |
| 25. März 2002     | 5. Mai 2002        | Emil und die Detektive           | Musical         | Stella AG           |                     |
| 03. November 2002 | 08. September 2007 | Mamma Mia!                       | Jukebox-Musical | Stage Entertainment | Deutschlandpremiere |
| 02. Dezember 2007 | 26. September 2010 | Ich war noch niemals in New York | Jukebox-Musical | Stage Entertainment | Weltpremiere        |
| 02. Dezember 2010 | 26. August 2012    | Sister Act                       | Musical         | Stage Entertainment | Deutschlandpremiere |
| 18. November 2012 | 19. August 2015    | Rocky – Das Musical              | Musical         | Stage Entertainment | Weltpremiere        |
| 15. Oktober 2015  | 25. September 2016 | Liebe stirbt nie                 | Musical         | Stage Entertainment | Deutschlandpremiere |
| 10. November 2016 | 29. Oktober 2017   | Hinterm Horizont                 | Jukebox-Musical | Stage Entertainment |                     |
| 03. Dezember 2017 | 30. September 2018 | Kinky Boots                      | Musical         | Stage Entertainment | Deutschlandpremiere |
| 28. Oktober 2018  | 13. Januar 2019    | Ghost                            | Musical         | Stage Entertainment |                     |
| 03. März 2019     | 18. August 2022    | Tina – Das Tina Turner Musical   | Jukebox-Musical | Stage Entertainment | Deutschlandpremiere |
| 06. Oktober 2022  | 15. Oktober 2023   | Hamilton                         | Musical         | Stage Entertainment | Deutschlandpremiere |
| 12. November 2023 | 15. September 2024 | Tanz der Vampire                 | Musical         | Stage Entertainment |                     |
| 30. Oktober 2024  |                    | & Julia                          | Jukebox-Musical | Stage Entertainment | Deutschlandpremiere |